# Perpinhão
Perpinhão ou Perpinhã (em francês Perpignan e em catalão Perpinyà e em Língua castelhana Perpiñán) é uma cidade e comuna da França. Está localizada no departamento dos Pirenéus Orientais, sendo a capital de departamento mais meridional da França continental.
A cidade foi a capital continental do reino de Maiorca nos séculos XIII e XIV, e mais tarde foi a capital da província de Rossilhão.
Nos últimos anos, a cidade tem-se promovido com o slogan "Perpignan la Catalane" (em francês) ou "Perpinyà la Catalana" (em catalão). Em 2008, recebeu o título de Capital da Cultura Catalã, e no dia 11 de Junho de 2010, as autoridades camarárias aprovaram, por unanimidade a Carta Municipal para a língua catalã, conerindo a este idioma o status co-oficial junto ao francês.
A cidade é dominada pela Catedral de São João Batista, e pelo Palácio dos Reis de Maiorca.

## Tour de France

### Chegadas
- 2009:  Thomas Voeckler